# Gok van Pascal
De Gok van Pascal is een (pragmatisch) argument opgesteld door Blaise Pascal om sceptici te overtuigen dat geloof (in God)  niet in strijd is met het verstand. Dit argument is terug te vinden in de 'Gedachten' (Pensées) (1669). De argumentatie is als volgt samen te vatten:
1. Het verstand kan geen uitsluitsel geven over het bestaan van God. (notitie 230, 233).
2. God kan dus zowel bestaan als niet bestaan (notitie 233).
3. Omdat beide opties open zijn moet men een afweging maken op basis van een spel (notitie 233).
4. Uit deze afweging blijkt dat de enige keuze die iets kan opleveren het gokken dat God bestaat is.

De opties vallen in een tabel als volgt samen te vatten:
|                             | God bestaat    | God bestaat niet |
| --------------------------- | -------------- | ---------------- |
| Gokken dat God bestaat      | Eeuwig geluk   | Status quo       |
| Gokken dat God niet bestaat | Eeuwig ellende | Status quo       |

## Oorspronkelijke context
Hoewel bij hedendaagse besprekingen van de Gok van Pascal vaak de context vergeten wordt, is deze wel belangrijk wil men de oorspronkelijke intentie van Pascal begrijpen. De Gok zelf is te vinden in notitie 233, maar de argumentatie bestrijkt heel sectie 3 "De noodzaak van de Gok" (notitie 184 t/m 241).
In notitie 194 begint Pascal met kritiek op de atheïsten van zijn tijd: hij zegt dat ze religie aanvallen zonder deze eerst grondig te onderzoeken. Zo zouden de aanvallen logisch zijn indien de (christelijke) religie pretendeerde een open en direct zichtbaar beeld van God te hebben. Volgens Pascal is echter het tegendeel waar; het zegt dat de mens vervreemd is geraakt van God, en dat God zich voor de mens heeft verborgen (in voetnoot 5 verwijzend naar Jesaja 45:15). Pascal prijst iedereen die serieus met zijn twijfels en onwetendheid omgaat, en zoekende is. Maar hij beschimpt mensen die het niet kennen en niet zoeken. Hij stelt dat de bewijzen die hij presenteert daarom uitsluitend voor de zoekende zijn bedoeld. 
Vanaf notitie 205 gaat Pascal verder met het omschrijven van de hachelijke situatie van de mens, als punt tussen het Niets en het Oneindige, en wijst op de beperkte kennis van de mens. "Als ik nadenk over de tijdigheid van mijn leven, opgeslokt door eeuwigheid vóór en na.... Het jaagt mij angst aan omdat ik hier ben, in plaats van ergens anders, want er is geen reden waarom ik hier ben en niet ergens anders".
Kijkend naar de natuur kan Pascal niet concluderen of God wél of niet bestaat. Hij wijst er nogmaals (notitie 233) op dat gelovigen volgens hem niet beweren rationele argumenten te hebben voor hun geloof. Als ze (gelovigen) het zouden bewijzen, zouden ze hun woord niet houden. Maar het gebrek aan bewijs laat niet zien dat het onzin is. God is, of God is niet. Als men zou moeten gokken, dan kan men de keuze voor geen van beide rationeel verdedigen, maar tegelijk dient men ook niet te veroordelen dat andere mensen wel een keuze maken. Toch vindt Pascal dat men een keuze moet maken, want iedereen die in leven is zal ooit doodgaan en moet voordien over zijn of haar lot hebben besloten.
Gezien een gelijke kans op verlies en winst, moet men een afweging maken: wat heb ik te winnen, en wat heb ik te verliezen? "Ik weet slechts dat wanneer ik deze wereld verlaat ik ofwel eeuwig in de vernietiging val of in de handen van een boze God, zonder te weten welke van deze toestanden mij voor eeuwig zal worden toegewezen." (notitie 194; overigens spreekt Pascal elders van "vernietigd worden of (eeuwig) ongelukkig zijn"). Anderzijds is er een kans op eeuwig leven van geluk. Als men wint, wint men alles; als men verliest, verliest men niets: gok dus zonder te weifelen dat Hij er is, concludeert Pascal.

## Kritiek
Er zijn verschillende punten van kritiek in te brengen tegen de redenering, een aantal mogelijke punten van kritiek zijn:
- Pascal zegt dat degene die gokt niets te verliezen heeft, terwijl hij verderop zegt dat dit wel het geval is: het zoeken kost tijd en gaat samen met het opgeven van aardse genoegens. Iemand die risico's mijdt zou daarom kunnen kiezen voor ‘God bestaat niet’.
- Het kiezen voor eeuwig geluk in de toekomst hangt af van de waardering van toekomstig geluk, of de huidige waarde van toekomstig geluk (Contante waarde).
- Het is een ad consequentiam-drogreden. De Gok van Pascal levert geen inhoudelijk godsbewijs, maar is alleen het gevolg van wel of niet in God geloven, en kan zodoende slechts als nevenschikkend argument voor geloof in God gebruikt worden.
- Critici vragen zich af of men wel kan besluiten om te geloven in God zonder echt overtuigd te zijn van zijn bestaan, alleen maar om de hel te mijden. Als God alwetend is – zoals veel christenen stellen – dan zou hij dit bedrog meteen doorzien, zoals onder andere wordt gesteld in Matteüs 7:21-23. Het zou daarom geen zin hebben, maar bovenal hypocriet en immoreel zijn om, uit angst om in de hel te komen, zich te bekeren (op het sterfbed of eerder).[5][6]
- De Gok veronderstelt dat alleen de christelijke God zou kunnen bestaan; er zijn echter talloze goden en godinnen waarin de mensheid gelooft of geloofd heeft, en Pascal kan ons niet vertellen waarom het bestaan van de christelijke God waarschijnlijker is dan dat van alle anderen. Als (een) andere god(en) de mensen opwacht(en) na de dood, zou(den) deze(n) hen evengoed kunnen straffen voor hun geloof in de verkeerde god of in de verkeerde profeet, namelijk Jezus in plaats van Mohammed, als men bijvoorbeeld veronderstelt dat de christelijke God gelijk is aan de islamitische, Allah. Dit bezwaar, ook wel bekend als het argument van inconsistente openbaringen, haalt de positieve winstverwachting onderuit.[7]